# Idris Elba
Idrissa Akuna "Idris" Elba, född 6 september 1972 i Hackney i London, är en brittisk skådespelare, författare, producent, sångare, rappare, låtskrivare och DJ. Elba fick ett genombrott i sin karriär 2002 med rollen som Baltimore-gangstern Russell "Stringer" Bell i den amerikanska TV-serien The Wire. Han vann en Golden Globe 2011 för Bästa manliga skådespelare i miniserie eller TV-film för sin roll som John Luther i Luther.

## Biografi
Elbas far Winston kom från Sierra Leone och arbetade i Fords motorfabrik i Dagenham och hans mor Eve kom från Ghana. Elba växte upp i Hackney och East Ham.
Elba har varit gift tre gånger: först med Hanne "Kim" Nørgaard (från 1999 till 2003) och sedan med Sonya Nicole Hamlin (i fyra månader år 2006). Han har två barn: en dotter med Kim och en son med den tidigare flickvännen Naiyana Garth. År 2019 gifte sig Elba med Sabrina Dhowre.

## Filmografi

### Filmer
| År   | Titel                              | Roll                       | Notering           |
| ---- | ---------------------------------- | -------------------------- | ------------------ |
| 1999 | Belle maman                        | Grégoire                   |                    |
| 2000 | Sorted                             | Jam                        |                    |
| 2001 | Buffalo Soldiers                   | Kimborough                 |                    |
| 2003 | One Love                           | Aaron                      |                    |
| 2005 | The Gospel                         | Charles Frank              |                    |
| 2005 | Sometimes in April                 | Augustin                   |                    |
| 2007 | Tyler Perry's Daddy's Little Girls | Monty James                |                    |
| 2007 | The Reaping                        | Ben                        |                    |
| 2007 | 28 veckor senare                   | General Stone              |                    |
| 2007 | American Gangster                  | Tango                      |                    |
| 2007 | This Christmas                     | Quentin Whitfield          |                    |
| 2008 | Prom Night                         | Detektiv Winn              |                    |
| 2008 | RocknRolla                         | Mumbles                    |                    |
| 2008 | The Human Contract                 | Larry                      |                    |
| 2009 | The Unborn                         | Arthur Wyndham             |                    |
| 2009 | Obsessed                           | Derek Charles              |                    |
| 2010 | Takers                             | Gordon Cozier              |                    |
| 2010 | Legacy                             | Malcolm Gray               | Exekutiv producent |
| 2010 | The Losers                         | Roque                      |                    |
| 2011 | Thor                               | Heimdall                   |                    |
| 2012 | Ghost Rider: Spirit of Vengeance   | Moreau                     |                    |
| 2012 | Prometheus                         | Captain Janek              |                    |
| 2013 | Pacific Rim                        | Stacker Pentecost          |                    |
| 2013 | Thor: The Dark World               | Heimdall                   |                    |
| 2013 | Mandela - Vägen till frihet        | Nelson Mandela             |                    |
| 2014 | No Good Deed                       | Colin Evans                | Exekutiv producent |
| 2014 | Second Coming                      | Mark                       |                    |
| 2015 | Avengers: Age of Ultron            | Heimdall                   |                    |
| 2015 | The Gunman                         | Dupont                     |                    |
| 2015 | Beasts of No Nation                | Commandant                 |                    |
| 2016 | Djungelboken                       | Shere Khan                 | Röstroll           |
| 2016 | Zootropolis                        | Chief Bogo                 | Röstroll           |
| 2016 | Hitta Doris                        | Fluke                      | Röstroll           |
| 2016 | Bastille Day                       | Sean Briar                 |                    |
| 2016 | 100 Streets                        | Max                        |                    |
| 2016 | Star Trek Beyond                   | Krall                      |                    |
| 2017 | The Dark Tower                     | Roland Deschain            |                    |
| 2017 | The Mountain Between Us            | Dr. Ben Payne              |                    |
| 2017 | Thor: Ragnarök                     | Heimdall                   |                    |
| 2017 | Molly's Game                       | Charlie Jaffey             |                    |
| 2018 | Avengers: Infinity War             | Heimdall                   |                    |
| 2019 | Fast & Furious: Hobbs & Shaw       | Brixton                    |                    |
| 2019 | Cats                               | Macavity                   |                    |
| 2020 | Concrete Cowboy                    | Harp                       |                    |
| 2021 | The Suicide Squad                  | Robert DuBois / Bloodsport |                    |
| 2021 | The Harder They Fall               | Rufus Buck                 |                    |
| 2022 | Sonic the Hedgehog 2               | Knuckles the Echidna       | Röstroll           |
| 2022 | Thor: Love and Thunder             | Heimdall                   | Cameo              |
| 2022 | Beast                              | Dr. Nate Samuels           |                    |
| 2023 | Luther: The Fallen Sun             | John Luther                |                    |

### TV-serier
| År         | Titel                                       | Roll                     | Notering                                                      |
| ---------- | ------------------------------------------- | ------------------------ | ------------------------------------------------------------- |
| 1994       | 2point4 Children                            | Fallskärmsinstruktör     | Episod: "Fortuosity"                                          |
| 1994       | Space Precinct                              | Pizzaleverans            | Episod: "Double Duty"                                         |
| 1995       | Absolutely Fabulous                         | Hilton                   | Episod: "Sex"                                                 |
| 1996       | Crocodile Shoes II                          | Jo-Jo                    | Episod: "Troubled Man"                                        |
| 1997       | Family Affairs                              | Tim Webster              |                                                               |
| 1997       | Tyst vittne                                 | Charlie                  | Episod: "Blood, Sweat & Tears"                                |
| 1998       | Ultraviolet                                 | Vaughan Rice             | 6 episoder                                                    |
| 1999       | Dangerfield                                 | Matt Gregory             | 12 episoder                                                   |
| 2000       | In Defence                                  | PC Paul Fraser           | 1 episod                                                      |
| 2002       | The Inspector Lynley Mysteries              | Robert Gabriel           | Episod: "Payment in Blood"                                    |
| 2003       | CSI Miami                                   | Angelo Sedaris           | Episod: "The Best Defense"                                    |
| 2002–2004  | The Wire                                    | Russell "Stringer" Bell  | 37 episoder                                                   |
| 2005       | Girlfriends                                 | Paul                     | Episod: "All in a Panic"                                      |
| 2005       | Sometimes in April                          | Augustin Muganza         |                                                               |
| 2008       | The No. 1 Ladies' Detective Agency          | Charles Gotso            | Episod: "The No. 1 Ladies' Detective Agency"                  |
| 2009       | The Office                                  | Charles Miner            | 7 episoder                                                    |
| 2010       | The Big C                                   | Lenny                    | 4 avsnitt                                                     |
| 2010       | Walk Like a Panther                         |                          | Exekutiv producent                                            |
| 2010–2018  | Luther                                      | DCI John Luther          | Producent 20 episoder                                         |
| 2011       | Aqua Teen Hunger Force                      | Polis                    | Röst Episod: "Intervention"                                   |
| 2011       | How Hip Hop Changed the World               |                          | Exekutiv producent                                            |
| 2011       | Demons Never Die                            |                          | Exekutiv producent                                            |
| 2012       | Idris Elba's How Clubbing Changed the World | Presentatör              |                                                               |
| 2013       | Idris Elba: King of Speed                   | Presentatör              |                                                               |
| 2013, 2015 | Playhouse Presents                          | Akunas far / Presentatör | Skrev och regisserade avsnittet: "The Pavement Psychologist " |
| 2015       | Idris Elba: No Limits                       | Sig själv                | Värd                                                          |
| 2017       | Guerrilla                                   | Kent                     | Huvudroll; Miniserie                                          |
| 2017       | Idris Elba: Fighter                         | Sig själv                | Värd; Exekutiv producent                                      |
| 2018       | In the Long Run                             | Walter                   | Huvudroll                                                     |
| 2019       | Tune Up Charlie                             | Charlie Ayo              | Huvudroll; Skapare, exekutiv producent                        |

### Röst i videospel
| År   | Titel                          | Roll        |
| ---- | ------------------------------ | ----------- |
| 2011 | Call of Duty: Modern Warfare 3 | SFC "Truck" |

## Diskografi
EPs
- 2006: Big Man
- 2009: Kings Among Kings
- 2010: High Class Problems Vol. 1

## Priser och nomineringar
| År   | Roll                               | Pris                                                                          | Resultat  |
| ---- | ---------------------------------- | ----------------------------------------------------------------------------- | --------- |
| 2005 | The Gospel                         | Black Reel Award för bästa manliga skådespelare                               | Nominerad |
| 2005 | Sometimes in April                 | Black Reel Award för bästa manliga skådespelare - TV                          | Nominerad |
| 2005 | Sometimes in April                 | NAACP Image Award för bästa manliga skådespelare i en TV-film eller miniserie | Nominerad |
| 2007 | Tyler Perry's Daddy's Little Girls | BET Award för årets skådespelare                                              | Nominerad |
| 2007 | American Gangster                  | Screen Actors Guild Award för bästa rollbesättning - Film                     | Nominerad |
| 2008 |                                    | BET Award för bästa manliga skådespelare                                      | Nominerad |
| 2009 |                                    | BET Award för bästa manliga skådespelare                                      | Nominerad |
| 2009 | Obsessed                           | NAACP Image Award för bästa manliga skådespelare - Film                       | Nominerad |
| 2010 |                                    | BET Award för bästa manliga skådespelare                                      | Vinst     |
| 2010 | Takers                             | Black Reel Award för bästa ensemble                                           | Nominerad |
| 2010 | Luther                             | Golden Globe Award för bästa manliga skådespelare - Miniserie eller TV-film   | Nominerad |
| 2011 | Takers                             | NAACP Image Award för bästa manliga skådespelare - Film                       | Nominerad |
| 2011 |                                    | BET Award för bästa manliga skådespelare                                      | Vinst     |
| 2011 | Luther                             | NAACP Image Award för bästa manliga skådespelare i en TV-film eller miniserie | Vinst     |
| 2011 | The Big C                          | Primetime Emmy Award för bästa gästskådespelare i komedi                      | Nominerad |
| 2011 | Luther                             | Golden Globe Award för bästa manliga skådespelare - Miniserie eller TV-film   | Vinst     |
| 2011 | Luther                             | Primetime Emmy Award för bästa manliga skådespelare - Miniserie eller film    | Nominerad |
| 2011 | Luther                             | Satellite Award för bästa manliga skådespelare - Miniserie eller TV-film      | Nominerad |
| 2012 | Luther                             | Black Reel Award för bästa manliga skådespelare - TV                          | Vinst     |
| 2012 | Luther                             | Primetime Emmy Award för bästa manliga skådespelare - Miniserie eller film    | Nominerad |
| 2012 |                                    | BET Award för bästa manliga skådespelare                                      | Nominerad |
| 2014 | Mandela - Vägen till frihet        | Golden Globe Award för bästa manliga skådespelare - Film                      | Nominerad |
| 2014 | Luther                             | Golden Globe Award för bästa manliga skådespelare - Miniserie eller TV-film   | Nominerad |
| 2014 | Luther                             | NAACP Image Award för bästa manliga skådespelare i en TV-film eller miniserie | Vinst     |